# (143751) 2003 US292
(143751) 2003 US292, também escrito como (143751) 2003 US292, é um objeto transnetuniano localizado no cinturão de Kuiper, uma região do Sistema Solar. Este corpo celeste está em uma ressonância orbital de 3:4 com o planeta Netuno. Ele possui uma magnitude absoluta de 8,6 e tem um diâmetro estimado com cerca de 84 km.

## Descoberta
(143751) 2003 US292 foi descoberto no dia 24 de outubro de 2003 por Marc W. Buie.

## Órbita
A órbita de (143751) 2003 US292 tem uma excentricidade de 0,249 e possui um semieixo maior de 41,988 UA. O seu periélio leva o mesmo a uma distância de 31,519 UA em relação ao Sol e seu afélio a 52,457 UA.